# Козакевич, Александр Владимирович
Александр Владимирович Козакевич (укр. Олександр Володимирович Козакевич; род. 9 августа 1975, Одесса) — украинский футболист, выступавший на позиции нападающего.

## Клубная карьера
Воспитанник футбольной школы одесского «Черноморца». В 1992 году начал карьеру в составе второй команды «моряков». В сезоне 1994/95 годов выступал за фарм-клуб «моряков» СК «Одесса», а уже 17 августа 1995 дебютировал в составе одесского «Черноморца». В начале 1999 года стал игроком житомирского «Полесье».
Летом 2000 года перешел в александрийскую «Полиграфтехнику». Дебютировал в составе александрийской команды 28 июля 2000 в победном (2:1) выездном поединке 2-го тура первой лиги против днепропетровского «Днепра-2». Александр вышел на поле в стартовом составе, а на сорок шестой минуте его заменил Владимир Мельниченко. Во время своего первого прихода в «Полиграфтехники» сыграл 9 матчей в первой лиге и 1 матч в кубке Украины.
В июле 2001 года сыграл 3 матча в составе кировоградской «Звезды», после чего вернулся в «Полиграфтехнику», которая в следующем сезоне сменила название на «Александрию». Дебютным голом в футболке «александрийцев» отличился 4 октября 2001 года на сорок девятой минуте победного (4:1) домашнего поединка 1/16 финала Кубка Украины против одесского «Черноморца». Козакевич вышел на поле на сорок шестой минуте, заменив Юрия Данченко. Этот поединок стал первым для Александра после его возвращения в Александрию. В том сезоне в чемпионате Украины Козакевич голами не отличался, но в 4-х поединках александрийцев в кубке Украины сумел трижды огорчить вратарей команд-соперниц. Первый, после своего возвращения, матч за александрийцев уже в Высшей лиге сыграл 10 октября 2001 в рамках 13-го тура против харьковского «Металлиста». Александр вышел на поле на семьдесят третьей минуте, заменив Сергея Чуйченко, но не смог помочь избежать поражения (0:1). Во время своей второго пребывания в Александрии в чемпионате Украины сыграл 19 матчей и отметился 6 голами.
В сезоне 2003/04 годов защищал цвета винницкой «Нивы», после чего снова вернулся в ПФК «Александрию». Первый матч после своего возвращения сыграл 24 июля 2004 года в рамках 1-го тура группы «Б» второй лиги против «Крымтеплицы» (0:0), Козакевич вышел в стартовом составе, а на восемьдесят восьмой минуте его заменил Артем Савин. Третий приход Александра в Александрии также нельзя считать достаточно удачным, поскольку нападающий не отметился ни одним голом за александрийцев в течение сезона. Тем не менее он сыграл 10 матчей в чемпионате Украины и 1 матч в кубке Украины.
В 2005 году выступал за овидиопольский «Днестр», после чего завершил карьеру профессионального футболиста. В течение следующих 2 лет выступал в одесских любительских клубах «Солнечная Долина», ФК «Беляевка», «Юнга-Днестр» и «Торпедо».

## Достижения
- Серебряный призёр чемпионата Украины: 1995/96
- Бронзовый призёр Первой лиги Украины: 2000/01